# Baie-de-Henne
Baie-de-Henne (Bèdeyèn en créole haïtien) est une commune d'Haïti située dans le département du Nord-Ouest et dans l'Arrondissement de Môle-Saint-Nicolas, à l’extrême pointe ouest de la presqu’île du Nord d'Haïti.

## Démographie
La commune est peuplée de 24 812 habitants(recensement par estimation de 2009).

## Administration
La commune est composée des sections communales de :
- Citerne Rémy
- Dos d'âne
- Réserve
- L'Estère déré ou petit Anse.

## Économie et environnement
L'économie locale repose sur l'activité de la pêche ainsi que sur la récolte du miel par les apiculteurs.
La déforestation a donné un paysage dénudé et aride autour de la ville. Les accès à la ville sont difficiles et la misère est omniprésente dans cette ville éloignée de tout y compris des responsables politiques.